# トラタリーアス
トラタリーアス（イタリア語: Tratalias）は、イタリア共和国サルデーニャ州南サルデーニャ県にある、人口約1,100人の基礎自治体（コムーネ）。

## 地理

### 位置・広がり

#### 隣接コムーネ
隣接するコムーネは以下の通り。
- カルボーニア
- ジーバ
- ペルダージュス
- ピシーナス
- サン・ジョヴァンニ・スエルジュ
- ヴィッラペルッチョ